# Simon Drake
Simon Alexander Drake är en brittisk magiker. Drake var med som illusionist under en konsert med heavy metal-bandet Iron Maiden. Detta var den sista spelningen med sångaren Bruce Dickinson innan han hoppade av 1993 och gick med igen 1999. Drake "dödade" därför Bruce för hans tid med bandet var över. Allt filmades och finns med på videon Raising Hell.